# Buchanosteidae
De Buchanosteidae zijn een familie van uitgestorven arthrodire placodermen die leefden van het Vroeg- tot het Midden-Devoon. Fossielen komen voor in verschillende lagen in Rusland, Centraal-Azië, Australië en China. Alle buchanosteïden hebben meestal afgeplatte (in verschillende mate afhankelijk van het geslacht) koppen, waarbij de meeste geslachten ook grote oogkassen hebben.

## Geslachten
- Arenipiscis  - Bekend uit het Emsien van New South Wales van verschillende onsamenhangende overblijfselen. Het heeft een smalle schedel en de huidoppervlakken van het benige pantser zijn bedekt met een patroon van fijne, korrelige knobbeltjes.
- Buchanosteus - Het typegeslacht, soorten zijn te vinden in lagen uit het Emsien van Australië, China en Kazachstan.
- Errolosteus - Een van de vele buchanosteïde geslachten uit het Taemas-Weejasper Reef, Errolosteus heeft een relatief brede, korte schedel.
- Exutaspis - Een gigantische buchanosteïde uit verouderde lagen uit het Emsien van China. Het holotype, een endocranium, werd oorspronkelijk beschreven als dat van een phlyctaeniide. Het endocranium is meerdere malen groter dan dat van zijn sympatrische verwant Buchanosteus guangxiensis.
- Burrinjucosteus - Een grote buchanosteïde uit het Taemas-Weejasper Reef van het in het Emsien gelegen New South Wales, waarvan het schedeldak suggereert dat het levende dier vrij breed en plat was.
- Parabuchanosteus - Een andere van de buchanosteïden uit het Taemas-Weejasper Reef, Parabuchanosteus, werd oorspronkelijk beschreven als een soort van Buchanosteus, maar werd toen gepromoveerd tot zijn eigen geslacht vanwege verschillen in anatomie. Het belangrijkste verschil tussen de twee geslachten is dat Parabuchanosteus een iets korter thoracaal pantser heeft.
- Goodradigbeeon - Een afgeplatte buchanosteïde van het Taemas-Weejasper Reef uit het Emsien deelt anatomische overeenkomsten met homostiiden. In tegenstelling tot de andere Taemas-Weejasper buchanosteïden, is Goodradigbeeon bekend van ten minste één grotendeels gearticuleerd exemplaar.
- Narrominaspis - Een kleine, grootogige stambuchanosteïde, bekend uit lagen van de Connemarra-formatie uit het Laat-Lochkovien van Centraal New South Wales.
- Taemasosteus -  Een geavanceerde buchanosteïde uit New South Wales met verschillende anatomische kenmerken, gevonden bij andere arthrodire groepen, zoals coccosteïden en homostiiden, maar niet met andere buchanosteïden.
- Toombstosteus - Dit geslacht is bekend van onsamenhangende overblijfselen, gevonden in het Taemas-Weejasper Reef uit het Emsien van New South Wales.
- Uralosteus - Dit geslacht wordt gevonden in twee afzettingen uit het Emsien in het Oeralgebergte in de Autonome Republiek Basjkirostan in Rusland. De anatomie is vergelijkbaar, maar verschilt van andere buchanosteïden. Het huidoppervlak van het pantser heeft een uniek patroon van overvolle ribbels.